# Danmarks ambassade i Hanoi
Danmarks ambassade i Hanoi er Danmarks officielle repræsentation i Vietnam. Ambassaden blev etableret i 1980 for at styrke de diplomatiske og økonomiske forbindelser mellem Danmark og Vietnam.
Ambassadens primære opgaver omfatter at fremme politisk dialog, støtte danske virksomheder på det vietnamesiske marked og yde konsulær bistand til danske borgere i Vietnam. Derudover arbejder ambassaden for at styrke samarbejdet inden for områder som handel, kultur og uddannelse samt at understøtte bæredygtig udvikling og økonomisk vækst i Vietnam. Ambassaden er også ansvarlig for Laos.

## Historie
Danmark og Vietnam etablerede diplomatiske forbindelser den 25. november 1971. I de følgende år bevilgede Danida de første statslån til blandt andet genopbygning efter krigsødelæggelser og til flere større industriprojekter i Nordvietnam. Ambassaden i Hanoi åbnede i 1980, ledet af en chargé d'affaires. Dog blev ambassaden lukket kort efter, da Danmark sammen med de fleste øvrige vestlige lande reducerede kontakten til et minimum på grund af Vietnams invasion i Cambodja i 1978. I 1994 blev ambassaden genåbnet under ambassadør Niels Julius Lassen, og Vietnam blev udvalgt som partnerland for dansk udviklingssamarbejde. 